# Francesc de Dalmases i Thió
Francesc de Dalmases i Thió  (Barcelona, 23 de setembre de 1970) és diputat de Junts per Catalunya des de la seva fundació com a grup parlamentari de Junts per Catalunya el desembre de 2017.

## Trajectòria
Periodista i educador social de formació per la Universitat Autònoma de Barcelona, ha centrat la seva actuació professional en el camp del periodisme i de les relacions internacionals. Coordinador de la revista Europa de les Nacions entre els anys 1988 i 1999, director de la revista Catalan International View, entre 2005 i 2017, i director de la revista ONGC: Organitzacions No Governamentals Catalanes entre el 1999 i el 2017. Ha col·laborat amb diversos mitjans de comunicació, entre els quals destaquen El Matí de Catalunya Ràdio, i Solidaris de Catalunya Ràdio, el 2324 de Televisió de Catalunya, així com el magazine Para Todos La 2. Fou president d'IGMAN-Acció Solidària. Així mateix, va ser president de l'Associació de Publicacions Periòdiques en Català entre 1999 i 2007.
Ha estat membre del Consell de Cooperació del Govern de Catalunya, del Govern de Catalunya, així com del Consell de Cooperació de la ciutat de Barcelona. També ha estat membre de la junta directiva de la FOCIR (Federació d'Organitzacions Catalanes Internacionalment Reconegudes), i patró de la Fundació Reeixida. L'any 2016 va ser un dels sis noms triats pel president Puigdemont per impulsar el Pacte Nacional pel Referèndum.
Ha estat articulista regular sobre actualitat nacional i internacional a Media.cat entre els anys 2011 i 2017 i també a El Món i posteriorment a Nació Digital fins al 2017.
Va ser membre fundador de la Coordinadora d'Associacions per la Llengua Catalana (CAL), juntament amb Aureli Argemí, secretari general del CIEMEN o Aleix Cardona, periodista i dinamitzador cultural.
A les eleccions al Parlament de Catalunya de 2017 fou elegit diputat amb la llista de Junts per Catalunya, càrrec que renovà a les eleccions al Parlament de Catalunya de 2021. Com a diputat a la XIV legislatura ha estat president de la Comissió d'Exteriors.
L'estiu de 2022 va formar part d'una polèmica arran d'una esbroncada que Dalmases hauria fet, a porta tancada, a una periodista del programa Preguntes Freqüents, després d'una entrevista a la presidenta del Parlament de Catalunya, Laura Borràs. Dalmases forma part del cercle de col·laboradors de confiança de Borràs. Arran d'aquests fets, va deixar de ser el portaveu de Junts a la comissió de control de la Corporació Catalana de Mitjans Audiovisuals, i fou expulsat del Grup de Periodistes Ramon Barnils. En aquesta darrera legislatura fou president de la Comissió d'Exteriors del Parlament, membre de la direcció del grup parlamentari i un dels seus portaveus.
El 2024 es presenta a les eleccions al Parlament de Catalunya en 18a posició a la llista per Barcelona de Junts per Catalunya.